# Sotoji Kimura
Sotoji Kimura (木村荘十二 Kimura Sotoji?, Tokio; 4 de septiembre de 1903 - Tokio; 10 de agosto de 1988) fue un director de cine y guionista japonés.

## Biografía
Sotoji Kimura nació en 1903 en Tokio y era el duodécimo hijo de una familia de artistas. Su hermano, Soju Kimura, fue un conocido escritor y ganador del Premio Naoki en 1941. Otro de sus hermanos, Shōhachi Kimura, fue un reconocido pintor. Toda la familia participó en el proyecto comunitario socialista y utópico Atarashiki-mura (新しき村?) (lit. «El nuevo pueblo») del escritor y filósofo Saneatsu Mushanokōji, fundado en 1918 en las montañas de la prefectura de Miyazaki.
Sotoji Kimura probó suerte en diversas actividades artísticas antes de embarcarse en el cine. En 1930, fue asistente de Shigeyoshi Suzuki en el rodaje de la película ¿Qué la hizo hacer eso?, la película representaba en el género keiko-eiga (película de protesta), basada en una obra del escritor de izquierdas Seikichi Fujimori. La película fue un gran éxito comercial y la prensa local informó de disturbios tras su proyección en el distrito Asakusa de Tokio. Fue la película más taquillera de toda la historia del cine mudo japonés. Ese mismo año, dirigió su primera película, Hyakushō banzai.

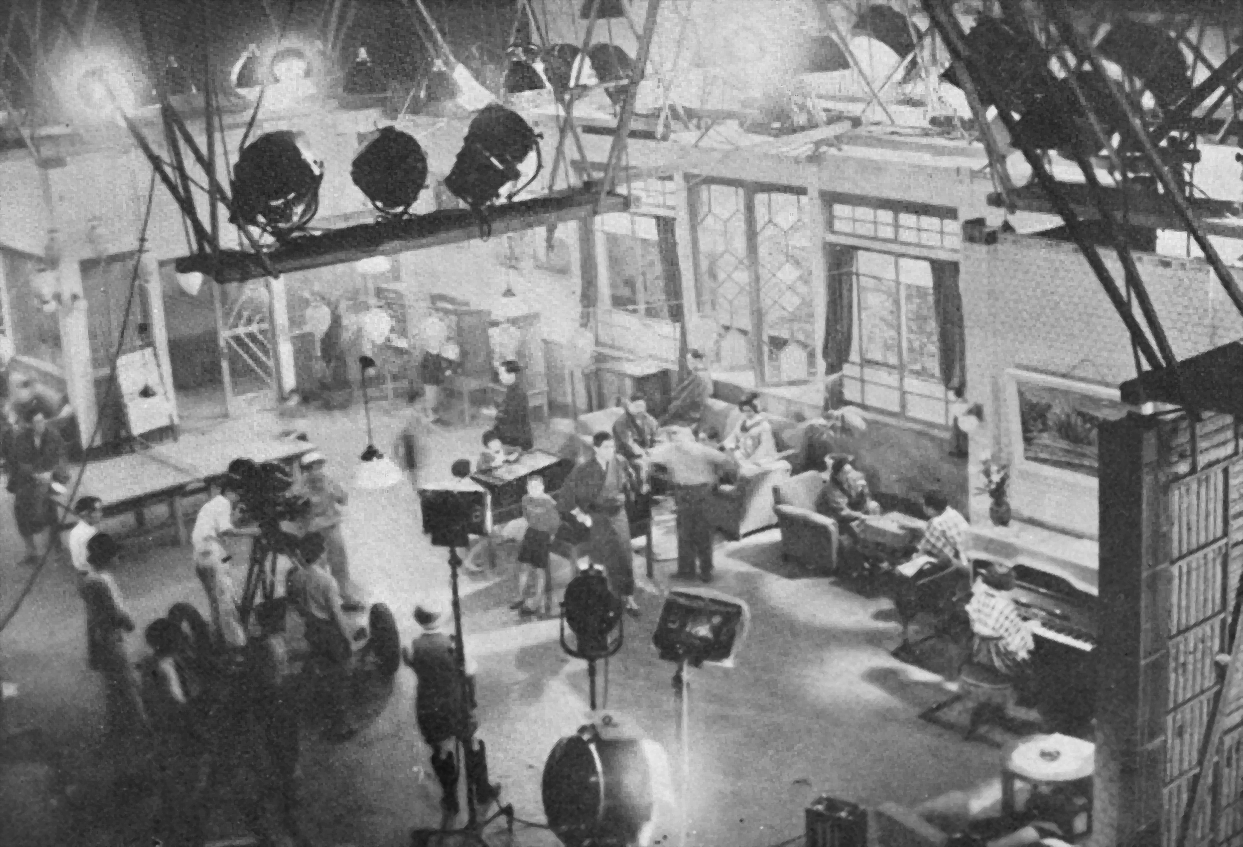
Escena rodada en los estudios Toho en la primavera de 1938 para Makiba monogatari ("Historia de un pastizal"). La película fue una pieza de propaganda financiada por la Nippon Bunka Renmei (Liga Cultural Japonesa) con el objetivo de apoyar la guerra.

Su activismo político y su cercanía a la Liga de Cine Proletario Japonés ("Prokino") dificultaron su contratación. Pasó por varias productoras, primero por el Teikoku Kinema Engei y luego por el Shinkō Kinema antes de conseguir trabajo en 1933 en el P.C.L. (« Photo Chemical Laboratory »), que se convertiría en Tōhō en 1937. En 1933, dirigió Ongaku kigeki: Horoyoi jinsei, la primera película musical japonesa, y tres años más tarde Ani Imōto (Hermano y hermana), su película más conocida, un melodrama realista sobre la relación ambigua entre un hermano y su hermana adaptado de una novela de Saisei Murō.
A finales de la década de 1930, Kimura cumplió con las exigencias del gobierno y realizó películas patrióticas y de propaganda como Makiba Monogatari (1938) y el documental La flota japonesa en el Yangtsé (1939). Durante la Segunda Guerra Mundial, viajó a China y se unió a la Asociación Cinematográfica de Manchukuo. Solo dirigió una película durante este período y no regresó a Japón hasta 1953. Posteriormente, reanudó su actividad como director, realizando películas sobre niños con un enfoque social.
A lo largo de su carrera, que se prolongó entre 1930 y 1962, dirigió más de treinta películas y escribió ocho guiones.

## Filmografía
A menos que se indique lo contrario, la filmografía de Sotoji Kimura se basa en la base de datos JMDb. Los títulos en rōmaji provienen del Manual crítico de directores de cine japoneses: desde la era del cine mudo hasta la actualidad, de Alexander Jacoby..

### Asistente del director
- 1930 : ¿Qué la hizo hacer eso? (何が彼女をそうさせたか Nani ga kanojo o sō saseta ka?) de Shigeyoshi Suzuki

### Director

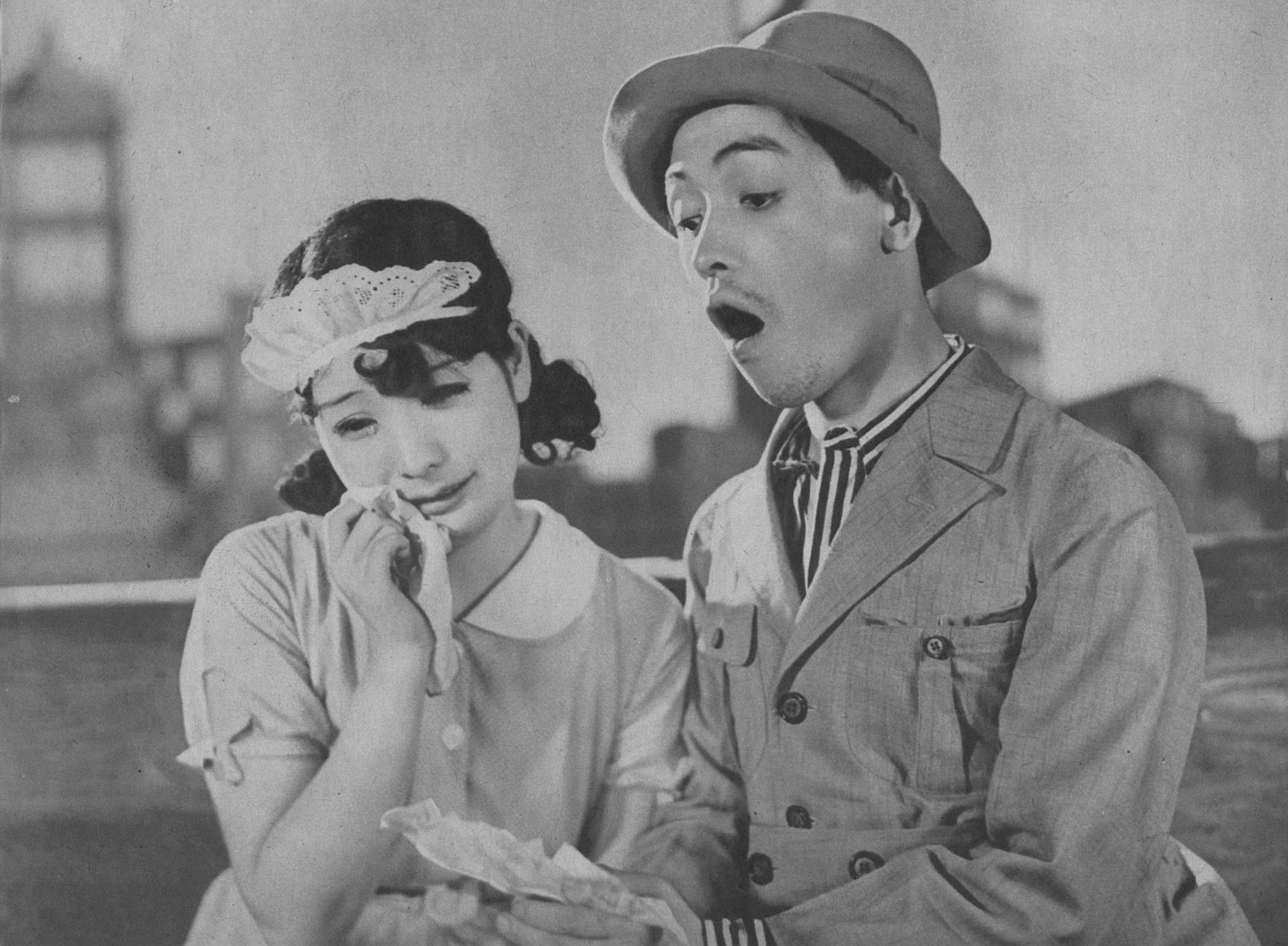
Sachiko Chiba y Kamatari Fujiwara en Ongaku kigeki: Horoyoi jinsei (1933).

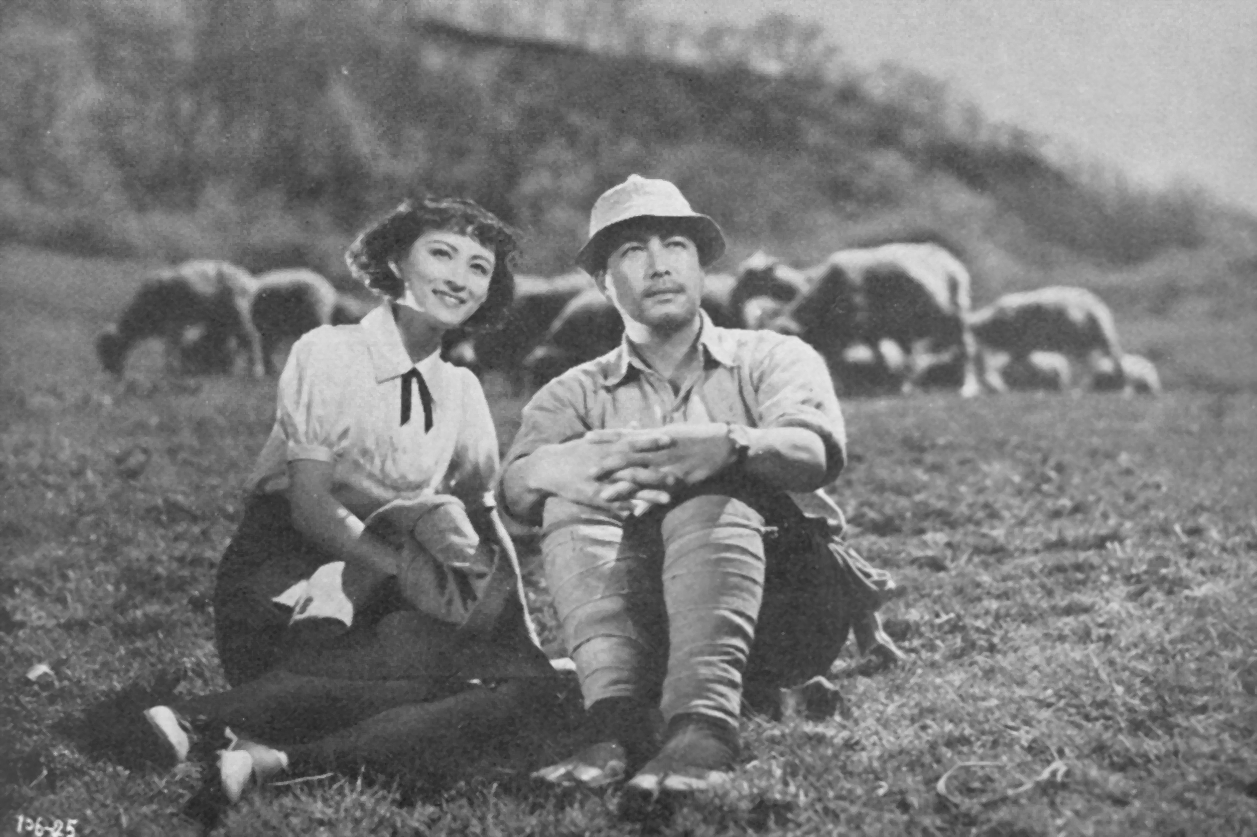
Kazuko Enami y Den Obinata en Makiba monogatari (1938).

La mención «guionista» indica que Tamizō Ishida también es el autor del guion.
- 1930: Hyakushō banzai (百姓万歳?)
- 1931: Tokaibyo kanja (都会病患者?) «guionista»
- 1931: Chinmoku no ai (沈黙の愛?)
- 1931 : Kokyō (故郷?) «guionista»
- 1932 : Yōkina shokkaku (陽気な食客?)
- 1932 : Warau chichi (笑ふ父?) «guionista»
- 1933 : Kawamukō no seishun (河向ふの青春?)
- 1933 : Ongaku kigeki: Horoyoi jinsei (音楽喜劇 ほろよひ人生?)[7]
- 1933 : Junjō no miyako (純情の都?)
- 1934 : Tadano bonji: Jinsei benkyō (只野凡児 人生勉強?)
- 1934 : Sakura ondo: Namida no haha (さくら音頭 涙の母?) «guionista»
- 1934 : Zoku Tadano bonji (続・只野凡児?)
- 1934 : Enoken no majutsushi (エノケンの魔術師?)
- 1935 : Hōrōki (放浪記?)
- 1935 : Sanshokuki birudingu (三色旗ビルディング?)
- 1935 : Tokai no kaii shichiji sanpun (都会の怪異七時三分?)
- 1936 : Jogun totsugekitai (女軍突撃隊?)
- 1936 : Majutsu no joō (魔術の女王?)
- 1936 : Ani Imōto (兄いもうと?)
- 1936 : Haha nareba koso (母なればこそ?)
- 1936 : Hikoroku ōi ni warau (彦六大いに笑ふ?)
- 1937 : Karayuki-san (からゆきさん?)
- 1937 : Mujer japonesa leyendo un libro (日本女性読本 Nihon josei dokuhon?), codirigida con Kajirō Yamamoto y Toshio Ōtani
- 1937 : Shinsengumi (新選組?)
- 1938 : Makiba monogatari (牧場物語?)
- 1939 : La flota japonesa en el Yangtze (揚子江艦隊 Yōsukō kantai?) (documental)[8][9]
- 1940 : Kaigun bakugekitai (海軍爆撃隊?) «guionista»
- 1945 : ''Su shaomei (蘇少妹?)
- 1956 : Mori wa ikiteiru (森は生きている?) «guionista»
- 1957 : Unagitori (うなぎとり?)
- 1959 : Umikko yamakko (海ッ子山ッ子?)
- 1960 : Umi no koibitotachi (海の恋人たち?) «guionista»
- 1960 : Abarenbō taishō (暴れん坊大将?)
- 1962 : Mirai ni tsunagaru kora (未来につながる子ら?) «guionista»